# Zunud
Zunud är en ort i Azerbajdzjan.   Den ligger i distriktet Şəki Rayonu, i den centrala delen av landet, 250 km väster om huvudstaden Baku. Zunud ligger 510 meter över havet och antalet invånare är 1 270.
Terrängen runt Zunud är varierad. Närmaste större samhälle är Sheki, 9,8 km sydost om Zunud. 
I omgivningarna runt Zunud växer i huvudsak lövfällande lövskog. Runt Zunud är det ganska glesbefolkat, med 38 invånare per kvadratkilometer.